# Cantada d'havaneres de Calella de Palafrugell
La cantada d'havaneres de Calella de Palafrugell és la trobada de referència del món de les havaneres celebrada el primer dissabte de juliol a la platja del Port Bo de Calella de Palafrugell (Baix Empordà).
Amb la participació freqüent del grup Port-Bo, el Grup Bergantí, Cavall Bernat, Els Pescadors de l'Escala, Peix Fregit i Terra Endins, la cantada acaba entonant amb el públic «La bella Lola» i «El meu avi». És un dels esdeveniments més coneguts de Catalunya. Aquest acte —que té els seus orígens, l'any 1966, amb una trobada de cantaires a la taverna de Can Batlle— va tenir, ja des de l'inici, un gran èxit; i això va obligar els organitzadors a repetir l'acte a la platja d'en Calau. A partir de l'any 1969, l'Associació d'Amics de Calella, organitzadora de la Cantada en aquell moment, va decidir traslladar-la a la plaça del Port Bo, on se celebra actualment sota l'organització de l'Institut de Promoció Econòmica de Palafrugell.

## Història
Es té constància documental que a finals del segle xix existia a Calella de Palafrugell una agrupació musical que incloïa cantades d'havaneres en el seu repertori. L'origen de la cantada d'havaneres de Calella de Palafrugell rau en una trobada de cantaires l'any 1966 a la taverna de Can Batlle, lloc de reunió de pescades, impulsada per Francesc Alsius, Frederic Martí i Joan Pericot arran de la publicació del llibre Calella de Palafrugell i les havaneres. L'any següent es va repetir la trobada a la platja d'en Calau de manera oficial i pública el dia 2 de setembre de 1967 amb la participació dels integrants i fundadors del grup Port-Bo (Ernest Morató, Josep Xicoira i Carles Mir), el grup Alba de la Bisbal d'Empordà, els begurencs Lluís Maneres i Alejandro Ferrer (en Tuixa) i els tres germans Balil (l'Esperança, en Ricard i en Salvador).
Degut a l'èxit que tenia l'acte, el 1969 va traslladar-se a la plaça del Port Bo, on se celebra en l'actualitat, i l'Associació d'Amics de Calella va passar a organitzar la cantada des de la setena edició. Des del 1979 se celebra el primer dissabte del mes de juliol. Al Port Bo aplegà inicialment 10.000 persones i darrerament, amb gran ressò mediàtic, l'assistència supera les 40.000 persones, algunes de les quals s'apropen en embarcacions que fondegen davant l'escenari.
El 1986 el Patronat Municipal de Turisme (l'actual Institut de Promoció Econòmica de Palafrugell) va passar a fer-se càrrec de l'organització de la cantada d'havaneres. El 2012 es va englobar dins del Festival de Cançó de Taverna i Havaneres de Calella de Palafrugell. El 2020 es va suspendre a causa de les restriccions per la pandèmia de la COVID-19.

### 50è aniversari

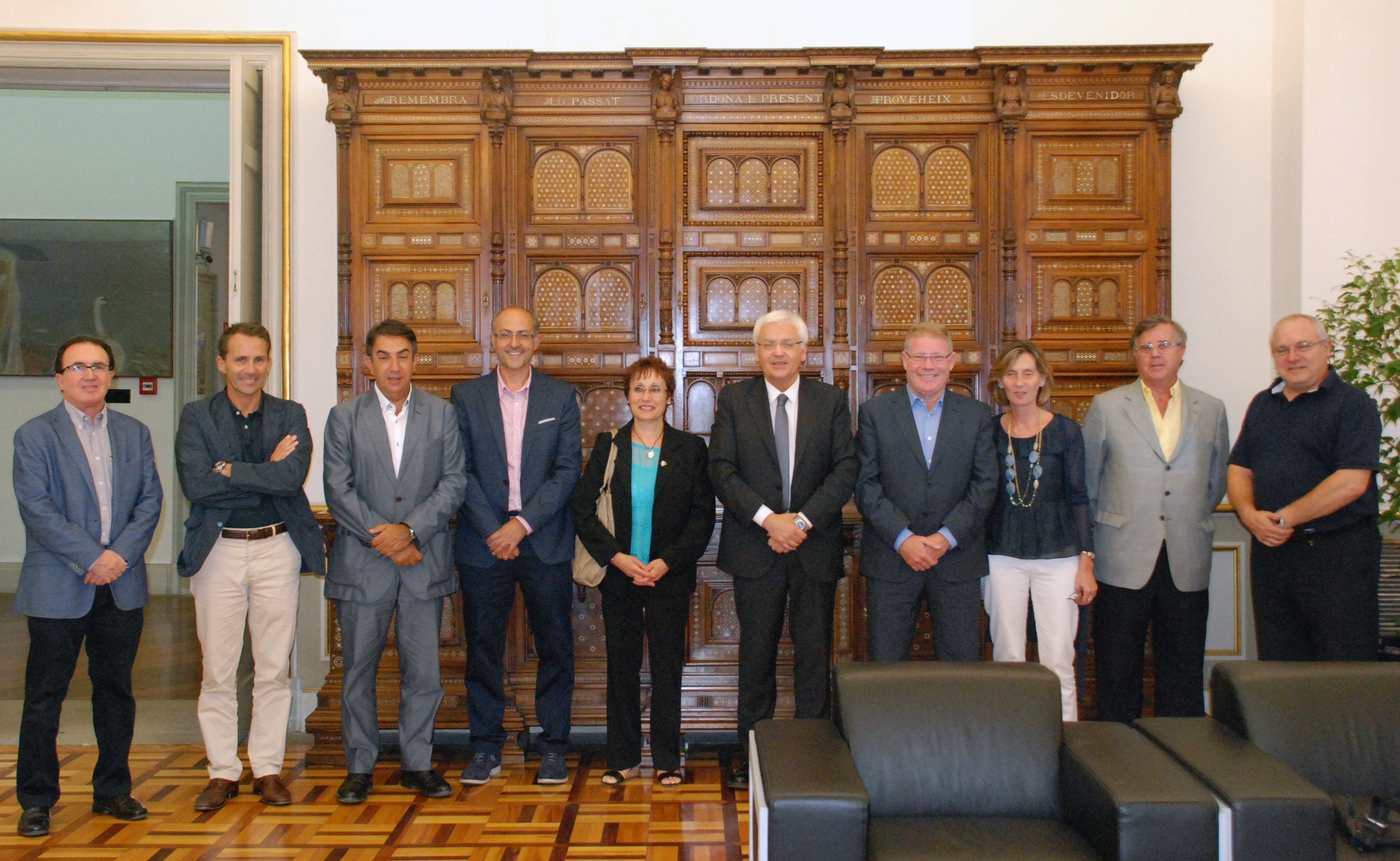
Membres de la comissió commemorativa de la cantada d'havaneres de Calella de Palafrugell

Per tal de preparar el 50è aniversari, el Departament de Cultura i l'Ajuntament de Palafrugell van acordar la creació d'una comissió que treballarà en l'organització dels actes de celebració del 50è aniversari de la Cantada d'Havaneres de Calella de Palafrugell i s'ha determinat quins membres en formen part. La comissió estarà presidida pel conseller de Cultura i tindrà com a objectiu potenciar l'havanera i la cultura popular com a motor econòmic.
Ambdues institucions han signat un protocol de col·laboració per tal d'impulsar l'organització de la 50a Cantada d'Havaneres de Calella de Palafrugell, que tindrà lloc el 2 de juliol de 2016. Han participat en la reunió el conseller de Cultura, Ferran Mascarell; l'alcalde de Palafrugell, Juli Fernández; el director general de Cultura Popular, Associacionisme i Acció Cultural, Lluís Puig; el regidor de Promoció Econòmica de Palafrugell, Albert Gómez i la regidora de Cultura de l'Ajuntament de Palafrugell, Maria Teresa Frigola.

## Port Bo de Calella

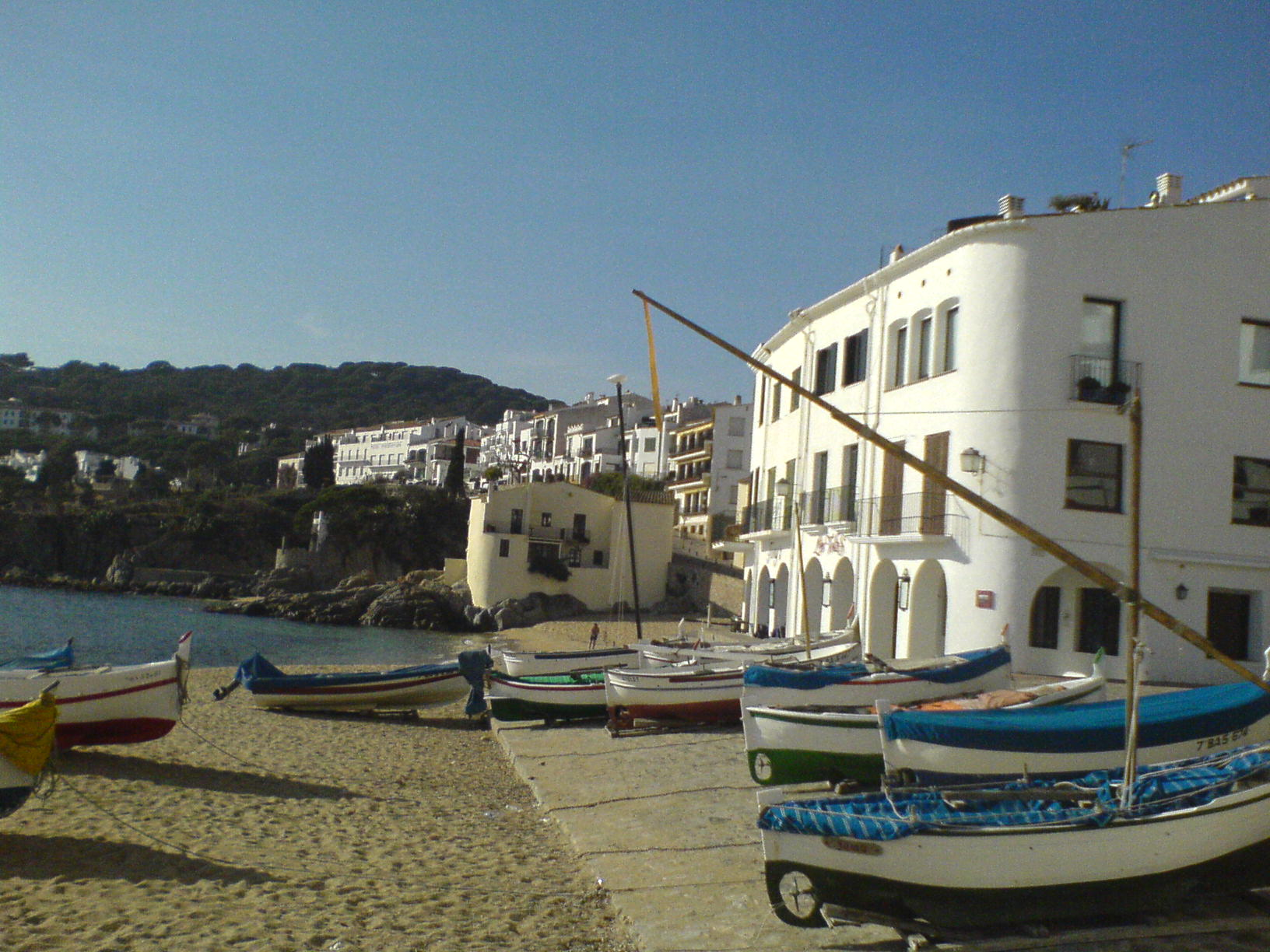
Port Bo

El lloc on se celebra anualment la cantada d'havaneres era inicialment ocupat per barraques de pescadors i va començar a poblar-se vers la fi del segle xviii. La platja de Port Bo fou originàriament port natural de Palafrugell i esdevingué un centre d'activitat comercial i pesquera.
La platja del Port Bo és un barri del poble de Calella de Palafrugell, el més meridional dels nuclis marítims del terme. Conserva el traçat original dels carrers, d'un gran tipisme, i els blancs edificis porxats en primera línia de mar, que potser servien d'aixopluc dels estris de pesca, amb les barques varades a la sorra com a testimonis d'una activitat passada que encara perdura. Tot aquest conjunt és un exemple d'arquitectura tradicional que conserva el seu encant, igual que la majoria dels edificis que flanquegen els carrers interiors.
El conjunt de les Voltes està situat a la dreta del Port Bo, davant del mar, i és el que dona més caràcter a la façana marítima de Calella. Les voltes del carrer Miramar són modernes i es bastiren com una imitació de l'arquitectura tradicional del lloc.

## Audiències a TV
A la dècada del 1990 va ser retransmesa en directe per La 2, entre el 2000 i el 2002 pel canal 33 i, des de 2003, per TV3. L'edició de 2013 va ser la més seguida (amb un 15,2% de quota) des de 2003.

### Dècada del 2000-2009
| 1 | «37a Cantada d'Havaneres de Calella de Palafrugell» | 05/07/2003 |                 |
| 2 | «38a Cantada d'Havaneres de Calella de Palafrugell» | 03/07/2004 |                 |
| 3 | «39a Cantada d'Havaneres de Calella de Palafrugell» | 02/07/2005 |                 |
| 4 | «40a Cantada d'Havaneres de Calella de Palafrugell» | 01/07/2006 |                 |
| 5 | «41a Cantada d'Havaneres de Calella de Palafrugell» | 07/07/2007 | 244 000 (13,9%) |
| 6 | «42a Cantada d'Havaneres de Calella de Palafrugell» | 05/07/2008 | 238 000 (12,9%) |
| 7 | «43a Cantada d'Havaneres de Calella de Palafrugell» | 04/07/2009 |                 |

### Dècada del 2010-2019
| 8  | «44a Cantada d'Havaneres de Calella de Palafrugell» | 03/07/2010 |                 |
| 9  | «45a Cantada d'Havaneres de Calella de Palafrugell» | 02/07/2011 |                 |
| 10 | «46a Cantada d'Havaneres de Calella de Palafrugell» | 07/07/2012 | 204.000 (10,3%) |
| 11 | «47a Cantada d'Havaneres de Calella de Palafrugell» | 06/07/2013 | 316.000 (15,2%) |
| 12 | «48a Cantada d'Havaneres de Calella de Palafrugell» | 05/07/2014 |                 |
| 13 | «49a Cantada d'Havaneres de Calella de Palafrugell» | 04/07/2015 |                 |
| 14 | «50a Cantada d'Havaneres de Calella de Palafrugell» | 02/07/2016 |                 |
| 15 | «51a Cantada d'Havaneres de Calella de Palafrugell» | 01/07/2017 |                 |
| 16 | «52a Cantada d'Havaneres de Calella de Palafrugell» | 07/07/2018 | 227 000 (13,7%) |
| 17 | «53a Cantada d'Havaneres de Calella de Palafrugell» | 06/07/2019 | 246 000 (15,1%) |

### Dècada del 2020-2029
| 18 | «54a Cantada d'Havaneres de Calella de Palafrugell» | 03/07/2021 | 284 000 (16,1%) |
| 19 | «55a Cantada d'Havaneres de Calella de Palafrugell» | 02/07/2022 | 289 000 (18,5%) |
| 20 | «56a Cantada d'Havaneres de Calella de Palafrugell» | 01/07/2023 | 241 000 (18,1%) |
| 21 | «57a Cantada d'Havaneres de Calella de Palafrugell» | 06/07/2024 | 230 000 (14,6%) |
| 22 | «58a Cantada d'Havaneres de Calella de Palafrugell» | 05/07/2025 | 215 000 (15,0%) |